# Ceraclea flava
Ceraclea flava là một loài Trichoptera trong họ Leptoceridae. Chúng phân bố ở miền Tân bắc.